# Grindhouse (bioscoop)
Voor de film uit 2007, zie Grindhouse (2007)

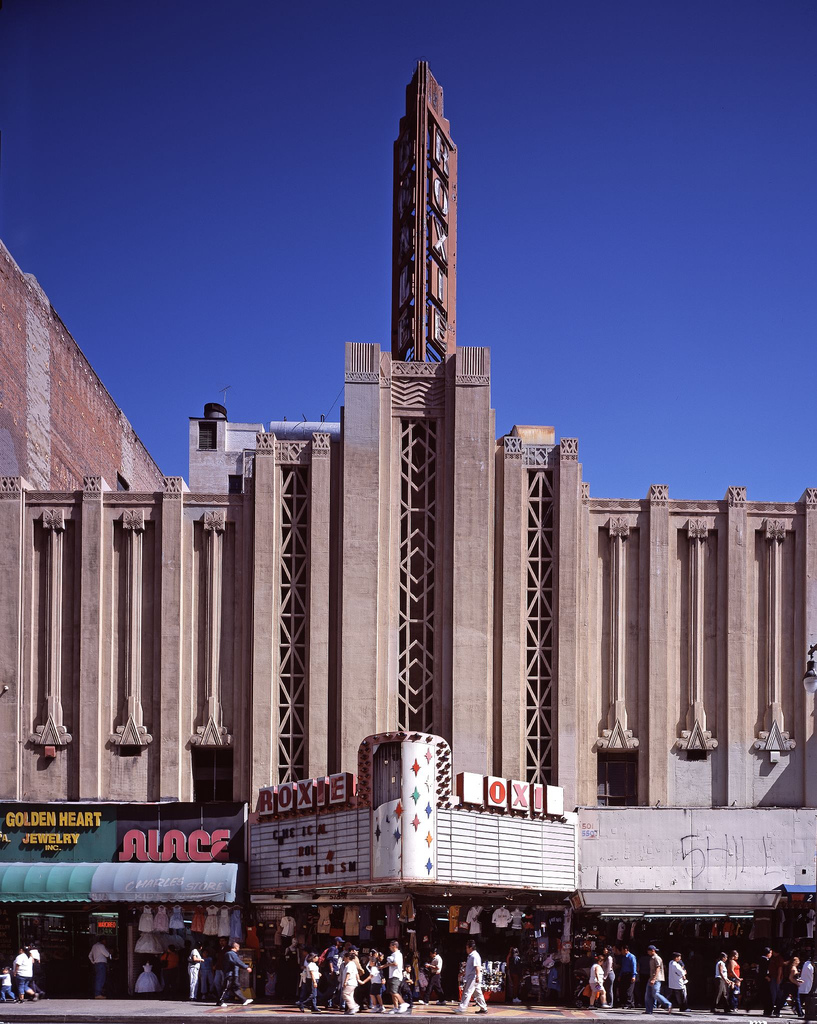
The Roxie in Los Angeles, een bekend grindhouse

Een grindhouse was een type bioscoop dat in de periode 1960-1990 in de Verenigde Staten bestond, en vooral exploitatiefilms draaide. De grindhouses hadden hun hoogtepunt in de jaren zeventig, en kunnen worden gezien als de opvolgers van de drive-in bioscopen.
Een grindhouse-voorstelling bestond vaak uit een zogenaamde double feature, waarbij twee films werden vertoond. 's Nachts werden ook vaak pornofilms gedraaid.

## Achtergrond
Het fenomeen grindhouse ontstond in de jaren zestig in de grote steden van Amerika, waar er geen ruimte was voor drive-in-bioscopen. Kleine theaters die vroeger vooral burleskes opvoerden, begonnen drive-in-films te vertonen. 
In de jaren zeventig werden de grindhouses zo populair, dat filmmakers speciaal voor dit soort bioscopen films begonnen te maken. Genres als de blaxploitation, de sexploitation en de slasher-film kwamen hierdoor tot bloei.
In de jaren tachtig raakten de grindhouses langzaam in verval door de opkomst van direct-naar-video. 

## Bekende grindhouses[1]
New York
- The Anco
- The Adonis
- The Avon
- Cine 42
- The Doll
- The Empire
- The Harris
- The Liberty
- The Bryant
- The Victory
- The Lyric
- The New Amsterdam
- The Rialto
- The Venus

Detroit
- United Artists

Los Angeles
- The Cameo
- The Roxie
- The New Beverly

## Receptie
“De vloer was plakkerig. De stoelen tot op de draad versleten. In de zaal hing een lucht van gebakken popcorn en lichaamszweet. Soms voelde je een rat langs je been gaan. Op het witte doek werden de meest weerzinwekkende splatterscènes vertoond... Welkom in een Grindhousebioscoop, waar de hele dag 2 of 3 films achter elkaar non-stop werden gedraaid. Geïmporteerde kung-fufilms, afgeragde softsexfilms, vrouwen-in-gevangenissenfilms, Mondo Cane shockumentaries en motorduivelfilms beheersten hier het witte doek.” (Bron: Time Out New York.)
Quentin Tarantino en Robert Rodriguez brachten in 2007 een ode aan de grindhouses met hun film Grindhouse. 